# Roman Flügel

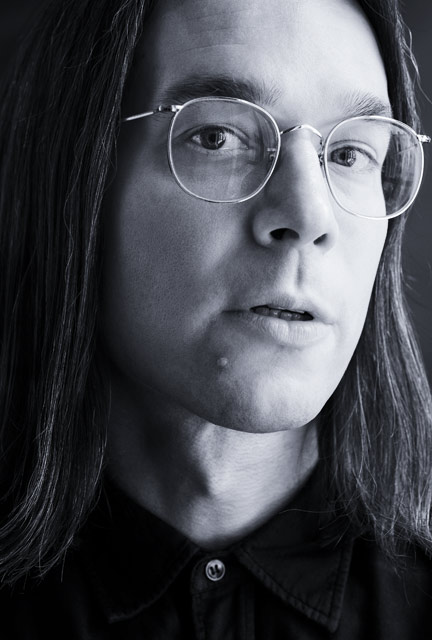
Roman Flügel, 2012

Roman Flügel (* 5. Mai 1970 in Darmstadt) ist ein deutscher Produzent, DJ und Live-Act in der elektronischen Musikszene. Seit den 1990er Jahren ist Roman Flügel als Produzent unter verschiedenen Pseudonymen wie Eight Miles High, Roman IV, Ro 70 und Soylent Green in Erscheinung getreten. Zusammen mit Jörn Elling Wuttke hat er unter den Aliassen Alter Ego, Acid Jesus, Holy Garage und Sensorama Musik veröffentlicht. Weiterhin hat er mit bekannten Künstlern wie Ricardo Villalobos zusammengearbeitet und sich durch genre-übergreifende Musikproduktionen einen Namen in der elektronischen Musikszene gemacht. Seit 2009 tritt er überwiegend unter seinem Geburtsnamen auf.

## Leben
Der gebürtige Darmstädter lernte im Alter von sechs Jahren Klavier und im Alter von 12 Jahren Schlagzeug spielen. Als Schlagzeuger war er Mitglied in mehreren Bands, was ihm jedoch von Zeit zu Zeit weniger interessant erschien, als er in Kontakt mit elektronischer Musik kam. So interessierte er sich im frühen Jugendalter Mitte der 1980er Jahre für Electronic Body Music und geriet im Jahre 1987 durch die House Trax 1 Compilation der DM Street Sounds Serie, welche er von seinem älteren Bruder bekam, erstmals in Kontakt mit Acid House und frühem Techno. Auf dieser Compilation finden sich Künstler wie Phuture oder Derrick May alias Rhythm is Rhythm, die als Wegbereiter dieser Musikrichtungen gelten und auch Roman Flügel inspiriert haben. Schon Anfang der 1980er Jahre interessierte er sich für Tanzmusik, wie z. B. für Funky Town von Lipps Inc.
Neben der Chicago-House-Trax Compilation sollten sich seine Besuche im legendären ehemaligen Frankfurter Techno-Club Omen als prägend für seine musikalische Laufbahn erweisen. Nachdem er nötiges Studioequipment erworben hatte, reichte Flügel Anfang der 1990er Jahre ein Demotape an den Darmstädter Jörn Elling Wuttke weiter, woraufhin ihre Zusammenarbeit beschlossen wurde. Auf das Duo aufmerksam wurden anschließend die Frankfurter DJs und Mitbetreiber des Plattenladens Delirium Atanasios Christos Macias und Heiko Schäfer, denen Roman Flügel und Jörn Elling Wuttke ihre Musik zuvor präsentiert hatten. Um Letzteren einen individuellen Rahmen für ihre Veröffentlichungen zu bieten, wurden 1993 die Sublabels Klang Elektronik und Playhouse gegründet. Letzteres wurde eigens gegründet, um die Musik von Flügel und Wuttke unter Holy Garage zu veröffentlichen. Beide Sublabels gehören zum 1992 gegründeten Mutterlabel Ongaku Musik. Um sich der elektronischen Musik vollständig zu widmen, gab Flügel ein Musikwissenschaftsstudium auf und war als Mitinhaber der Sublabels von Ongaku viele Jahre Mitgestalter, ist jedoch zurzeit kein aktiver Teil mehr.
Neben seiner Tätigkeit als Musikproduzent ist Flügel seit Beginn seiner Laufbahn weltweit als DJ aktiv. So hat er eine Residency im House-Club Robert Johnson, welcher 1999 von Macias in Offenbach-Kaiserlei eröffnet wurde, inne. Weiterhin spielt er seit Eröffnung des Berghain des Öfteren in der oberen Etage in der Panorama Bar.

## Musikstil und Veröffentlichungen
Roman Flügels Produktionen bewegen sich in einem breiten genreübergreifenden Bereich elektronischer Musik. Acid, Downtempo, Intelligent Dance Music, Ambient, House, Tech House, Techno und Electro House sind hierbei nur einige Stile, die ihm zugeschrieben werden können. In einem Radiointerview mit dem amerikanischen Labelbetreiber und DJ Tim Sweeney (Beats in Space) vom September 2012 bezeichnete Roman Flügel seine musikalische Kollaboration mit Jörn Elling Wuttke alias Alter Ego als Electro House mitbegründend. Alter Ego gelang im Jahre 2004 mit dem Titel Rocker ein Hit, der es in die deutschen und britischen Charts schaffte. Tracks von Alter Ego wurden von Künstlern wie Mouse on Mars, Two Lone Swordsmen, Plaid oder Herbert geremixt. Als Solokünstler konnte Roman Flügel mit dem Track Geht's Noch?, der 2004 auf Cocoon Recordings erschien und zu seinen bekanntesten Produktionen gehört, über die elektronische Musikszene hinaus Bekanntheit erlangen. Laut eigener Aussage stehen seine verschiedenen Aliasse für unterschiedliche Musikrichtungen. So stünden beispielsweise Soylent Green und Roman IV tendenziell für Housemusik und Eight Miles High für experimentelle Musik. Letzteres Pseudonym beschrieb Flügel als seinen „Lieblingsnamen, hinter dem ich mich verbergen kann“, wobei er diese Haltung spätestens mit Produktionen unter seinem Geburtsnamen abzulegen versuchte.
In seiner musikalischen Laufbahn veröffentlichte Flügel bisher fünf Alben als Solokünstler (Stand: September 2014). Das erste Soloalbum Ro 70 veröffentlichte Flügel unter dem gleichnamigen Alias Ro 70 im Jahre 1995 auf Source Records. Sein zweites Soloalbum Katalog erschien unter Eight Miles High im Jahre 2002 auf Klang Elektronik. Unter Soylent Green erschien im Jahre 2006 auf dem Label Playhouse das dritte Soloalbum La Forza del Destino, welches mit 4,5 von möglichen 5 Punkten auf der Online-Plattform für elektronische Musik Resident Advisor bewertet wurde. In diesem Album bediente sich Flügel für die Tracks klassischer Drumcomputer wie der Roland TR-808 und der Bassline Roland TB-303, die beide sowohl für House- als auch für Technomusik und Acid von großer Bedeutung sind. Playhouse war lange Zeit eines der wichtigsten und bekanntesten deutschen Labels für Techno und House, auf dem neben Flügel weitere Künstler wie Ricardo Villalobos und Isolée veröffentlichten. Auf dem Label erschien unter dem Alias Roman IV 1995 die House-EP Altes Testament, welche die erste Produktion Flügels als Solokünstler darstellt. Mit der EP Neues Testament veröffentlichte Roman Flügel zuletzt im Jahre 2008 Musik auf Playhouse (Stand Juli 2013). Ab 2009 folgten Releases u. a. auf Turbo Records, Running Back, Dial und insbesondere Live at Robert Johnson. Im Jahre 2011 erschien unter seinem Geburtsnamen auf Dial das vierte Soloalbum Fatty Folders, für welches er Percussions, Soli und einige Dub-Effekte selbst im Studio einspielte. Wie schon das Debütalbum unter Soylent Green, erhielt Fatty Folders auf der Plattform Resident Advisor 4,5 von möglichen 5 Punkten. Für das Frankfurter Label Live at Robert Johnson, welches im Jahre 2009 gegründet wurde und zum gleichnamigen Club gehört, steuerte er bisher drei EPs und eine Mix-CD bei (Stand Juli 2013).
Roman Flügel tritt auch als Remixer für verschiedene Künstler auf. Zusammen mit Jörn Elling Wuttke fertigte er bereits Remixe für The Human League, Primal Scream, Pet Shop Boys und Kylie Minogue an. Als Solokünstler produzierte er unter seinem bürgerlichen Namen u. a. Remixe für Kollektiv Turmstrasse oder Radio Slave. Nebenbei war er bei Produktionen von Sven Väth (z. B. beim Album Contact) behilflich.

## Diskografie (Auswahl)
Alben
- 2022: Balmy Evening (Mule Musiq)
- 2021: Eating Darkness (Running Back)
- 2020: Tracks On Delivery (Sister Midnight)
- 2018: Themes (ESP Institute)
- 2016: All The Right Noises (Dial)
- 2014: Happiness is Happening (Dial)
- 2011: Fatty Folders (Dial)
- 2010: Live at Robert Johnson Volume 5
- 2006: La Forza del Destino (Playhouse) als Soylent Green
- 2002: Katalog (Klang Elektronik) als Eight Miles High
- 1995: Ro 70 (Source Records) als Ro 70

Singles und EPs
- 2024: Hotel Karthago/Energies (Phantasy Sound)
- 2024: No Solutions (Phantasy Sound)
- 2023: Lucky Charm EP (Running Back)
- 2022: Mega EP (Running Back)
- 2022: Yes People (REKIDS)
- 2021: Anima EP (Running Back)
- 2020: Acid Test (Running Back Double Copy)
- 2020: Garden Party (Running Back)
- 2019: Fun Fort (Mule Music)
- 2018: 1995 (Hardworksoftdrink)
- 2017: Black Acid EP (Phonica Records)
- 2016: Verschiebung (Die Orakel)
- 2015: Monday Brain (Hypercolour)
- 2015: Sliced Africa (Dial)
- 2014: The Odd Lobster (Ostgut Ton)
- 2014: Hachinoko (Delicacies) in Zusammenarbeit mit Simian Mobile Disco
- 2013: Even More (Jack For Daze)
- 2012: Cookie Dust (Live At Robert Johnson)
- 2011: RiRom, RoRic (Raum…Musik)
- 2011: Brasil (Dial)
- 2011: Desperate Housemen (Live At Robert Johnson)
- 2010: La Paloma (Running Back) als Roman IV
- 2010: How To Spread Lies (Dial)
- 2010: Brian Le Bon (Live at Robert Johnson)
- 2009: Stricher (Turbo)
- 2008: Neues Testament (Playhouse) als Roman IV
- 2006: Mutter (Klang Elektronik)
- 2004: Geht's Noch? (Cocoon Recordings)
- 2002: Part 4 (Ongaku Musik) als Tracks on Delivery
- 2002: Part 3 (Ongaku Musik) als Tracks on Delivery
- 2000: Part 2 (Ongaku Musik) als Tracks on Delivery
- 2000: Part 1 (Ongaku Musik) als Tracks on Delivery
- 2000: Chamber Musik (Klang Elektronik) als Eight Miles High
- 1999: Acid Test one & two (Playhouse) als Acid Test
- 1998: EP 2 (Playhouse) als Soylent Green
- 1998: Pt 2 (Source Records) als Ro 70 meets Move D
- 1997: Pt 2 (Source Records) als Ro 70 meets Move D
- 1996: Make You Move (Ongaku Musik) als Roman vs. MSO
- 1996: Two (Klang Elektronik) als Eight Miles High
- 1996: One (Klang Elektronik) als Eight Miles High
- 1995: Low (Playhouse) als Soylent Green
- 1995: Ro 70 (Source Records) als Ro 70
- 1995: FKK (Playhouse) als Roman IV
- 1995: Altes Testament (Playhouse) als Roman IV

 Dokumentarfilm von Regisseur Romuald Karmakar 
- 2017: Denk ich an Deutschland in der Nacht, Regisseur Romuald Karmakar